# 인천관광공사
인천관광공사(仁川觀光公社)는 2006년에 설립되어 2011년 인천도시공사에 합병되어 오다가 2015년부터 재출범하여 현재 운영되고 있는 인천광역시 산하 지방공기업이다.

## 개요
- 본사 : 인천 중구 월미로 33 상상플랫폼
- 조직 : 1본부, 4실·단, 17팀
- 인원 : 116명(2020. 4. 1. 기준)
- 주무부처 : 인천광역시
- 비전 : 글로벌 관광허브를 실현하는 최고의 관광전문 공기업

## 연혁
- 2015년 8월 : 인천관광공사 설립조례 제정·공 포
- 2015년 9월 : 인천관광공사 출범(인천도시공사 관광사업본부, 인천국제교류재단, 인천광역시 의료관광재단 3개 기관 통합 / 1본부, 5실·처·단, 12팀), 설립자본금 10억원
- 2016년 9월 : 조직개편 실시(1본부, 2실·단, 14팀)
- 2016년 12월 : 하버파크호텔 공사 출자 490억원(납입자본금 500억원)
- 2017년 3월 : 현금출자 20억원(납입자본금 520억원)
- 2018년 2월 : 조직개편 실시(1본부, 3실·단, 16팀)
- 2018년 7월 : 송도컨벤시아 2단계 개관
- 2018년 10월 : 제3대 사장(민민홍) 취임
- 2018년 12월 : 조직개편 실시(1본부, 4실·단, 14팀)
- 2020년 1월 : 조직개편 실시(1본부, 4실·단, 15팀)

## 주요 사업

### 관광 목적지 브랜딩 및 전략적 마케팅
- 글로벌 관광 목적지 브랜딩
- 전략 시장별 타깃 마케팅
- 고부가·특화 마케팅

### 국내관광 활성화 및 특화 콘텐츠 육성
- 국내 관광객 인천 방문 수요 확대
- 관광 거점별 특화 콘텐츠 육성
- 대형 축제·이벤트를 통한 관광 활성화

### 쉽고 편리한 관광환경 등 수용태세 개선
- 주요 고객 접점 관광서비스 강화
- 찾아가는 관광 홍보 및 시민참여형 관광안내 활성화
- 주요 관광 인프라 운영 활성화

### 지역과 함께하는 상생 관광 추진
- 인천관광 벤처 등 일자리 사업 확대
- 시민 참여 스토리텔링 콘텐츠 발굴·홍보
- 지역 관광역량 강화·지원

## 조직

#### 본부장
- 안전감사팀

#### 기획조정실
- 전략기획팀
- 경영지원팀

#### 관광마케팅실
- 해외마케팅팀
- 국내관광팀
- 스마트관광팀
- MICE뷰로

#### 관광산업실
- 관광인프라팀
- 의료관광팀
- 해양관광팀
- 축제이벤트팀
- 관광일자리TFT

#### 송도컨벤시아 사업단
- 운영팀
- 전시마케팅팀
- 컨벤션마케팅팀
- 전시사업팀

## 소속 기관
- 인천컨벤션뷰로

## 같이 보기
- 인천교통공사
- 인천도시개발공사
- 한국관광공사